# 真先正人
真先 正人 (まさき まさと 1962年 - ) は、日本の文部科学官僚。

## 人物
島根県出身。大阪大学大学院原子力工学修了。1987年科学技術庁入庁。
2007年内閣官房総合海洋政策本部事務局参事官、2009年原子力安全・保安院核燃料サイクル規制課長、2011年大阪府立大学教授、2013年環境省水・大気環境局総務課長、2015年内閣府政策統括官 (科学技術・イノベーション担当) 付参事官 (総括担当) 。
2016年文部科学省大臣官房審議官 (科学技術・学術政策局担当)、2017年科学技術振興機構参事役、理事、2019年文部科学戦略官、2020年日本医療研究開発機構執行役、2022年文部科学省研究開発局長。同年辞職。